# Микільсько-Слобідська волость
Микільсько-Слобідська волость — адміністративно-територіальна одиниця Остерського повіту Чернігівської губернії.
Утворена 1903 року виділенням із Броварської волості. Охоплювала майже всю територію сучасного Лівобережжя Києва (окрім Биківні, Вигурівщини та Троєщини). Ліквідована 1923 року.
Поселення волості на початок 1917 року:
- село Бортничі з хутором Бортничі
- село Воскресенська слобідка
- село Дарниця
- село Кухмістерська слобідка
- село Микільська слобідка
- село Осокорки
- село Передмістно-Микільська (або Печерська слобідка)
- село Позняки з хутором Позняки